# Vladimír Meduna
Vladimír Meduna (5. října 1909 Brno – 19. března 1990 Brno) byl český stavební inženýr, architekt a urbanista, člen československého odboje za druhé světové války, člen KSČ, dlouholetý rektor VUT v Brně. 

## Život
Narodil se v Brně. Zde také v roce 1935 absolvoval obor architektury a pozemního stavitelství na České vysoké škole technické, kde po absolvování základní vojenské služby krátce působil. Od roku 1937 pak pracoval jako technický komisař Zemského úřadu Brno. 
Po zahájení německé okupace Čech, Moravy a Slezska a vyhlášení Protektorátu Čechy a Morava se zapojil do čs. protinacistického odboje v rámci odbojové organizace V boj. V červenci 1943 byl zatčen olomouckým gestapem za spolupráci s ilegální skupinou pod vedením Jana Šenka, mj. šířící protiněmecké tiskoviny. V březnu 1944 byl Vrchním zemským soudem ve Vratislavi odsouzen a strávil šest měsíců ve vězení.

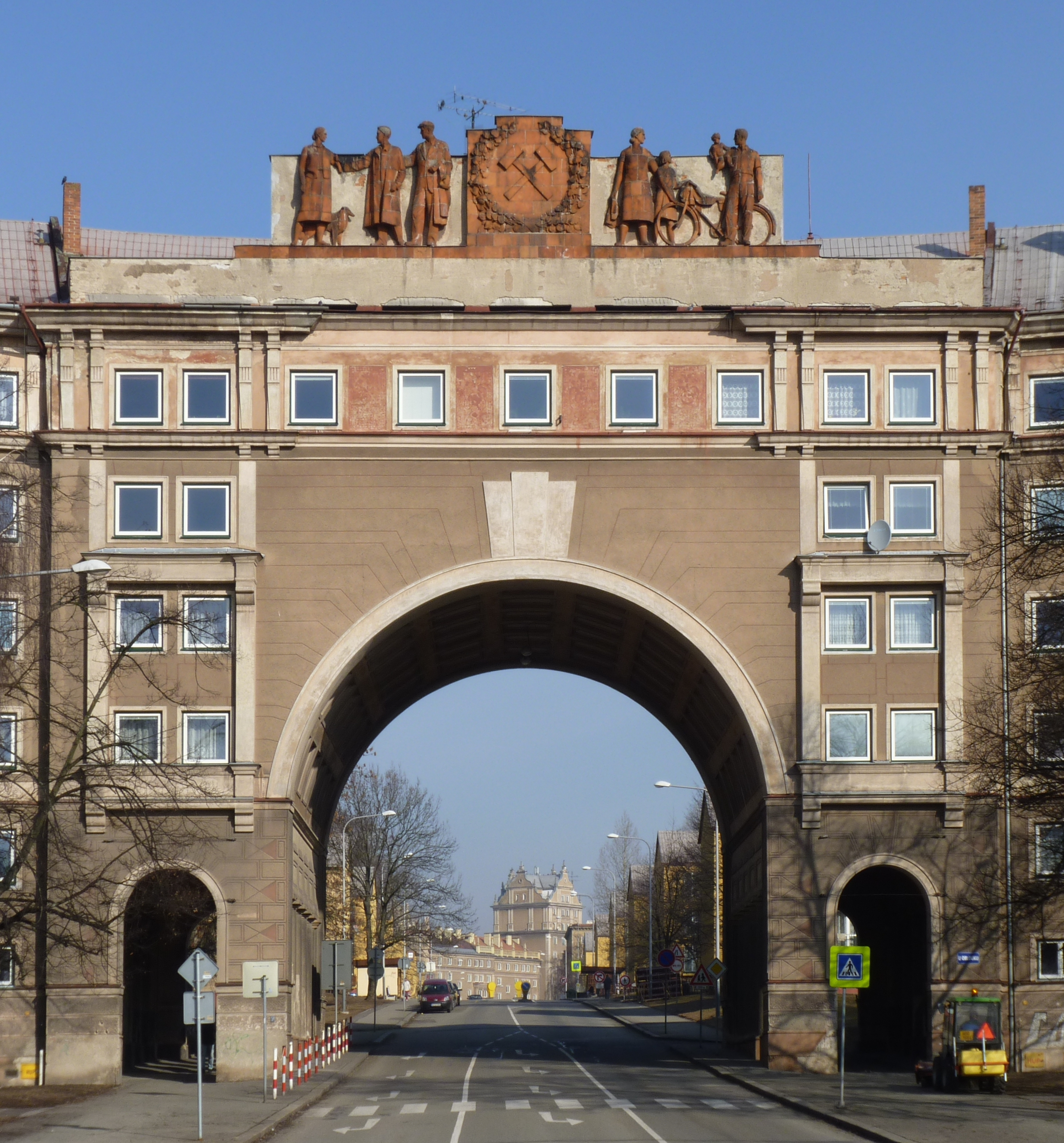
Tzv. Oblouk, multifunkční obytná budova, na sidlišti Poruba v Ostravě

Po osvobození Československa pracoval v letech 1945 až 1948 jako civilní inženýr. Od roku 1948 působil na Jednotném národním výboru v Ostravě, v letech 1952 až 1958 pak v podniku Stavoprojekt Ostrava. V tomto období se stal vedoucím prací budování nových sídlištních oblastí v Porubě u Ostravy, Havířově a Karviné, projektovaných dle sovětského vzoru. V případě tzv. Nové Ostravy (Poruba) a Havířova plánovaly skupiny pod Medunovým vedením tyto urbanistické celky jako zcela nová města.
Od roku 1958 pak nastoupil na Vysoké učení technické v Brně jakožto rektor. S jeho nástupem je spojena éra politizace instituce a mj. také vyhazovů pedagogů z politických důvodů. V této funkci působil do roku 1968. Opětovně se rektorem stal roku 1970, s nástupem éry tzv. normalizace, a ve funkci působil až do roku 1976.

### Ocenění
Roku 1965 mu byly uděleny Řád práce a Medaile k osvobození vlasti Sovětskou armádou, roku 1974 pak titul Zasloužilý umělec a roku 1979 Řád Vítězného února.

### Úmrtí
Zemřel 19. března 1990. Původně byl pohřben na Ústředním hřbitově v Brně, jeho urna byla posléze přenesena na Židenický hřbitov.